# Сунь Шувей
Сунь Шувей (1 лютого 1976) — китайський стрибун у воду.
Олімпійський чемпіон 1992 року.
Чемпіон світу з водних видів спорту 1991, 1998 років, призер 1994 року.
Переможець Азійських ігор 1990, 1994 років.